# Koshiben Ganbare
Koshiben Ganbare (腰弁頑張れ, lit. "boa sorte com sua cintura") (prt: Vai Trabalhar, Preguiçoso) é um filme de comédia dramática mudo japonês de 1931, dirigido e escrito por Mikio Naruse. É o filme sobrevivente mais antigo conhecido do diretor.

## Sinopse
Okabe, um vendedor de seguros, é repreendido por sua esposa pela falta de dinheiro e por estar sempre atrasado no pagamento do aluguel. Ele promete que a situação melhorará em breve, pois está prestes a vender uma apólice de seguro à Sra. Toda, uma vizinha rica. Na casa da Sra. Toda, ele discute com Nakamura, um vendedor de seguros concorrente. Como resultado, a Sra. Toda expulsa os dois. Enquanto isso, Susumu, filho de Okabe, briga com os filhos do vizinho, incluindo o filho da Sra. Toda, por não deixá-lo brincar com o avião de brinquedo. Okabe, com medo de que a Sra. Toda possa processá-lo, repreende Susumu e conforta o filho da vizinha, levando-o para casa. Dona Toda, que ouviu falar que uma criança foi atropelada por um trem, fica aliviada ao ver Okabe e seu filho e concorda em comprar um seguro dele. Okabe decide surpreender Susumu e compra um avião de brinquedo para ele. De volta para casa, ele descobre que foi seu próprio filho quem foi atropelado pelo trem e corre para o hospital. Susumu está em estado crítico, mas vai se recuperando do acidente.

## Elenco
- Isamu Yamaguchi como Okabe
- Tomoko Naniwa como esposa de Okabe
- Seiichi Kato como Susumu, filho de Okabe
- Shizue Akiyama como Sra. Toda
- Tokio Seki como Nakamura
- Hideo Sugawara

## Lançamento
Koshiben Ganbare estreou no Japão em 8 de agosto de 1931. Foi exibido nos EUA em 1985 como parte de uma retrospectiva sobre as obras de Naruse, organizada pelo Kawakita Memorial Film Institute e Audie Bock, historiadora americana de cinema.

## Recepção
A biógrafa de Naruse, Catherine Russell, chamou Koshiben Ganbare de uma combinação "de comédia nansensu, keikō-eiga e shoshimin-eiga com um método de decupagem particularmente extravagante".